# 日産・シルビアヴァリエッタ
シルビアヴァリエッタ（Silvia Varietta）は、日産自動車が製造・販売していたクーペカブリオレである。

## 概要
ベース車シルビア（S15型）の発売から遅れること1年4ヶ月、オーテックジャパンから国産車初となる、オープン時にピラーが残らないフルオープンタイプの電動式メタルルーフを備えたクーペカブリオレとして発売された。ベースとなったspec-Sに準じ全車自然吸気エンジンのみの設定。オープン化により車重が100kg以上重くなったことから、足回りも専用にセッティングされている。
チューニングカー業界では、spec-R系のSR20DET型ターボエンジンや6速MTに載せ替える事例もみられる。

## 歴史
1999年10月14日
第33回東京モーターショーに出品される。ただしこの段階では市販化は考えてなかったという。
2000年7月27日
全国一斉発売。ルーフの開閉は約20秒で完了。またフロントシートは「モルフォトーンクロスシート」と名付けられた、日産自動車と帝人、川島織物と共同開発したもので、見る方向によって色調が変化する生地を標準装備として採用。これは、モルフォ蝶の鱗粉の発色原理を用いた繊維「モルフォテックス」を織り込んだ布地で、世界で初めて採用された。メーカーオプションとしてシートヒーター内蔵の黒色フロント本革シートとキセノンヘッドランプ、寒冷地仕様、リアビスカスLSDなどが選択可能だった。価格は4AT車が289万5000円、5MT車が279万8000円（全国統一）で、レッドステージ、レッド&ブルーステージ系列の販売店で購入できた。なお、モルフォトーンクロスおよびシートヒーター装備の本革シートを採用しているのはフロントシートのみで、リアシートについては黒色の合皮が採用されている。
2001年7月末
「ヴァリエッタ」の販売を終了。月産150台の増産体制を整えたことで、12月までに計1,120台が市場に送り出された。

## 企画・設計・製作
- 企画・設計・試作 - オーテックジャパン[4]
- 生産 - 高田工業[4]

## 車名の由来
- 「シルビア」は、ギリシャ神話に登場する、美しい清楚な乙女の名前から。語源はラテン語の「Silva」で「森」を意味する。
- 「ヴァリエッタ」は、イタリア語の「varietá（変化）」からの造語[2][7]。